# Хогг, Уильям
Уи́льям (Би́лли) Хогг (англ. William «Billy» Hogg, 29 мая 1879, Сандерленд, Англия — 30 января 1937, Сандерленд, Англия) — английский футболист, крайний нападающий, и тренер. Чемпион Англии в составе «Сандерленда» и трёхкратный чемпион Шотландии в составе «Рейнджерс».

## Клубная карьера

### «Сандерленд»
Карьеру футболиста Уильям Хогг начал в небольшом клубе «Уиллингтон Атлетик», выступавшем в лиге Северного футбольного альянса. В октябре 1899 года он заключил профессиональный контракт с «Сандерлендом». Впервые на поле в новой команде Хогг вышел 2 декабря 1899 года в домашнем матче с «Ноттс Каунти», выигранном 5:0. В этом же матче он забил первый гол за «Сандерленд». В первом для Хогга сезоне «Сандерленд» занял в чемпионате третье место, а Билли отыграл 19 матчей, в которых забил 6 голов. В сезоне 1900/01 Хогг уже стал игроком основы команды (играл во всех матчах сезона, в которых забил 9 голов), которая заняла в чемпионате второе место, отстав всего на 2 очка от чемпиона — «Ливерпуля».
Сезон 1901/02 для «Сандерленда» и Хогга стал ещё более успешным. «Сандерленд» стал чемпионом Англии в четвёртый раз в своей истории, а Билли Хогг вместе с Джимми Геммеллом стал лучшим бомбардиром своей команды, забив 10 голов в 28 матчах. По результатам сезона Хогг заслужил вызов в сборную Англии. В сезоне 1903/04 Билли Хогг снова становится лучшим бомбардиром команды (на этот раз совместно с Джоном Крэггзом), забив 12 голов в 33 матчах. По окончании сезона 1908/09 Билли Хогг подписывает контракт с «Рейнджерс» из Глазго.
Всего за «Сандерленд» Билли Хогг провел 302 матча, в которых забил 86 голов (2 из них с пенальти; 2 хет-трика, один из которых в памятном матче 5 декабря 1908 года в Ньюкасле с «Юнайтед», завершившемся победой «Сандерленда» 9:1). Единожды Хогг был удалён с поля (22 октября 1904 года в матче с «Шеффилд Уэнсдей»).

### «Рейнджерс»
Контракт с «Рейнджерс» был подписан в мае 1909 года. Трансфер обошёлся шотландскому клубу в 100 фунтов стерлингов. За новый клуб Хогг дебютировал 16 августа в домашнем матче с «Килмарноком», выигранном 3:0, а первый гол забил в следующем матче в чемпионате (21 августа 1909 года «Эйрдрионианс» — «Рейнджерс» 2:1). В том сезоне «Рейнджерс» занял третье место. Следующие три сезона для команды были триумафальными. Однако в сезоне 1912/13 Хогга стали одолевать травмы (провел всего 16 игр), он потерял место в основном составе и был вынужден покинуть команду. Всего за «Рейнджерс» во всех турнирах (включая товарищеские матчи) Хогг провел 150 матчей, забив в них 63 гола (в том числе 1 хет-трик и 6 дублей).

### Окончание карьеры
По окончании сезона 1912/13 Хогг покинул «Рейнджерс» и провёл 1 сезон в «Данди». В сезоне 1914/15 он принял предложение «Рэйт Роверс» и стал играющим тренером команды. После начала Первой мировой войны Уильям Хогг возвращается в Сандерленд, где работает инженером.

## Сборная Англии
По ходу успешного для «Сандерленда» и Билли Хогга сезона 1901/02 нападающий заслужил вызов в сборную Англии. Он принял участие в трёх матчах сборной весной 1902 года (3 марта в Рексеме со сборной Уэльса — 0:0; 22 марта в Белфасте со сборной Ирландии — победа Англии 1:0; 3 мая в Бирмингеме со сборной Шотландии — 2:2), не забив в них ни одного гола. Больше к матчам за сборную Уильям Хогг не привлекался.

## Семья
Профессиональным футболистом были также брат Уильяма Джон «Джэк» Хогг (был полузащитником в «Сандерленде», «Шеффилд Юнайтед», «Саутгемптоне» и «Хартлпул Юнайтед»). Его младший сын Уильям также немного поиграл в футбол за «Бишоп Окленд» и «Брэдфорд Сити».

## Достижения
Чемпион Англии (1) — 1902
Чемпион Шотландии (3) — 1911, 1912, 1913

## Статистика выступлений
| Клуб         | Сезон        | Чемпионат | Чемпионат | Кубок | Кубок | Всего | Всего |
| Клуб         | Сезон        | Матчи     | Голы      | Матчи | Голы  | Матчи | Голы  |
| ------------ | ------------ | --------- | --------- | ----- | ----- | ----- | ----- |
| Уиллингтон   | ?            | ?         | ?         | ?     | ?     | ?     | ?     |
| Сандерленд   | 1899/00      | 19        | 6         | 3     | 1     | 22    | 7     |
| Сандерленд   | 1900/01      | 34        | 9         | 1     | 0     | 35    | 9     |
| Сандерленд   | 1901/02      | 28        | 10        | 2     | 0     | 30    | 10    |
| Сандерленд   | 1902/03      | 31        | 6         | 1     | 0     | 32    | 6     |
| Сандерленд   | 1903/04      | 33        | 12        | 1     | 0     | 34    | 12    |
| Сандерленд   | 1904/05      | 32        | 8         | 2     | 0     | 34    | 8     |
| Сандерленд   | 1905/06      | 26        | 7         | 2     | 0     | 28    | 7     |
| Сандерленд   | 1906/07      | 30        | 8         | 3     | 0     | 33    | 8     |
| Сандерленд   | 1907/08      | 27        | 8         | 1     | 0     | 28    | 8     |
| Сандерленд   | 1908/09      | 21        | 10        | 5     | 1     | 26    | 11    |
| Сандерленд   | За всё время | 281       | 84        | 21    | 2     | 302   | 86    |
| Рейнджерс    | 1909/10      | 26        | 6         | 1     | 0     | 27    | 6     |
| Рейнджерс    | 1910/11      | 30        | 14        | 3     | 2     | 33    | 16    |
| Рейнджерс    | 1911/12      | 30        | 18        | 1     | 0     | 31    | 18    |
| Рейнджерс    | 1912/13      | 16        | 5         | 0     | 0     | 16    | 5     |
| Рейнджерс    | За всё время | 102       | 43        | 5     | 2     | 107   | 45    |
| Данди        | 1913/14      | ?         | ?         | ?     | ?     | ?     | ?     |
| Рэйт Роверс  | 1914/15      | ?         | ?         | ?     | ?     | ?     | ?     |
| За всё время | За всё время | ?         | ?         | ?     | ?     | ?     | ?     |